# 兰佐丁泰尔维
兰佐丁泰尔维（義大利語：Lanzo d'Intelvi），曾是意大利科莫省的一个市镇。总面积10平方公里，人口1433人，人口密度143.3人/平方公里（2009年）。ISTAT代码为013122。
2017年1月1日兰佐丁泰尔维与另外两个市镇一起合并为新的上因泰尔维谷市镇，从而成为新市镇的一个分区。